# مجزرة حلبا
مجزرة حلبا، هي حادثة وقعت في العاشر من أيّار عام 2008، عندما هاجم عدد من المسلحين مكتب منفذيّة عكّار في الحزب السّوريّ القوميّ الاجتماعيّ، في بلدة حلبا شمال لبنان.

## الضحايا
وقع ضحية المجزرة 11 شخصا من أعضاء الحزب، ولم يكتفي المهاجمون بقتلهم فقط، بل عمدوا إلى التّنكيل بالجثث.
وهم: أحمد نعوس، مخايل سليمان، فادي الشيخ، نصر حموضة، محمد غانم، محمد درويش، محمود الترك، أحمد خالد، خالد إبراهيم، خالد الأحمد وظافر حموضة.

## الوقائع
يروي شاهد عيان ناج من المجزرة يدعى عمار موسى تفاصيل ما جرى: «بدأ التحضير للمجزرة واحتلال مكتب الحزب من قبل تيار المستقبل، رداً على ما حصل في بيروت (أحداث 7 أيار)، تحت شعار الاعتصام السلمي في ساحة حلبا التي تبعد 200 متر عن مركز القومي. وفي التاسعة من صباح السبت، وقبل ساعتين من موعد الاعتصام، بدأت عمليات الاستفزاز من قبل مناصري المستقبل من خلال استعراض للقوة أمام مكتب القومي وتشفيط بالسيارات وسباب وشتائم. وبعد نحو ساعة هاجم مناصرو المستقبل مركز القومي فتصدى لهم المحازبون الذين لم تكن لديهم تعليمات بإطلاق الرصاص على المتظاهرين الذين تراجعوا بعض الشيء لتنطلق شرارة المعركة بعدها».
ويضيف: «كنا نحو عشرة أشخاص في المكتب، مزودين بأسلحة خفيفة للدفاع عن النفس. كان في الدشمة معي الشهيد خالد الخالد، ابن بلدتي الذي يكبرني ببضع سنوات، وكان مدرباً أكثر مني على القتال، لأنه خدم في الجيش اللبناني. أما بقية الرفقاء فكانوا داخل المكتب. رفض مسؤول الحزب الشهيد مخايل سليمان تسليم المكتب إلى المهاجمين، لأن الحياة وقفة عز في اعتقادنا، وفي حال الاستسلام ستكون النتيجة واحدة: الموت. لذا قررنا الدفاع عن كرامتنا إلى آخر طلقة، وهذا ما حصل».